# Singhiella longisetae
Singhiella longisetae és una espècie d'hemípter del gènere Singhiella, de la família dels Aleiròdids.
Va ser descrita científicament per primera vegada per Chou & Yan el 1988.